# Freitag Gruppe
Die Freitag Gruppe ist ein deutsches Familienunternehmen im Bereich der Elektrotechnik und Energiedienstleistungen mit Sitz in Parsberg, Bayern. Gegründet im Jahr 1922 von Franz Freitag, wird das Unternehmen heute in der dritten Generation von der Familie Freitag geführt und beschäftigt etwa 3.000 Mitarbeiter. Mit einem umfassenden Angebot, das von Netz- und Leitungsbau über erneuerbare Energien bis hin zu modernster Infrastruktur reicht, ist die Freitag Gruppe deutschlandweit und international tätig. Seit über einem Jahrhundert bleibt das Unternehmen fest in Familienhand und wird bald von der vierten Generation übernommen, was den Werten Tradition, Nachhaltigkeit und Innovation eine besondere Bedeutung verleiht.

## Geschichte und Entwicklung
Gründung und frühe Jahre (1922–1945)
Die Freitag Gruppe wurde im Jahr 1922 von Franz Freitag und seinem Geschäftspartner Lorenz Kamm in Parsberg, Bayern, gegründet. Unter dem Namen Freitag & Kamm begann das Unternehmen als kleiner Elektroinstallationsbetrieb. Die Anfangsjahre waren geprägt von regionalen Aufträgen im Bereich der Stromversorgung für lokale Netzwerke, insbesondere für die Oberpfalzwerke, die später zur OBAG wurden und heute Teil des Bayernwerks unter E.ON sind. Diese frühen Projekte legten den Grundstein für eine bis heute bestehende, langjährige Partnerschaft mit dem Bayernwerk, einem der bedeutendsten Energieversorger in Bayern.
Nachkriegszeit und Wachstum (1945–1980)
Nach dem Zweiten Weltkrieg übernahm Franz Freitag die Rolle des Bürgermeisters von Parsberg und trug maßgeblich dazu bei, die Stadt vor einer Einnahme und möglichen Zerstörungen zu bewahren. Die Nachkriegsjahre wurden zur Phase des Wiederaufbaus und starken Wachstums für das Unternehmen. In den 1950er Jahren konnte die Freitag Gruppe wichtige Aufträge für das Bayernwerk übernehmen, das sich in den folgenden Jahrzehnten zu einem zentralen Auftraggeber entwickelte. Die Projekte umfassten unter anderem den Bau und die Instandhaltung von Freileitungen und Versorgungssystemen, die zur Elektrifizierung ländlicher Gebiete beitrugen.
In den 1960er Jahren nahm Franz’ Sohn Ludwig Freitag als Partner im Unternehmen eine zentrale Rolle ein und leitete gemeinsam mit seinem Vater den Ausbau der Infrastrukturprojekte für das Bayernwerk. Diese Zusammenarbeit ermöglichte es dem Unternehmen, die Anzahl der Mitarbeiter stetig zu erhöhen und seine regionale Präsenz im Bereich des Leitungsbaus zu festigen.
Diversifikation und Expansion (1980–2000)
In den 1980er Jahren begann die Freitag Gruppe unter der Leitung von Ludwig Freitag und weiteren Familienmitgliedern, ihre Tätigkeitsfelder zu erweitern und neue Marktbereiche zu erschließen. Die langjährige Zusammenarbeit mit dem Bayernwerk ermöglichte dem Unternehmen eine kontinuierliche Expansion und die Übernahme komplexerer Projekte. Das Bayernwerk blieb während dieser Zeit ein verlässlicher Auftraggeber, insbesondere bei Projekten im Netz- und Freileitungsbau. Gleichzeitig begann das Unternehmen mit dem Einstieg in den Bereich erneuerbare Energien und baute Mühlenbetriebe entlang der Schwarzen Laaber in Kleinkraftwerke um.
Moderne Entwicklungen und Internationalisierung (2000–heute)
Im neuen Jahrtausend trat die dritte Generation der Familie Freitag in die Unternehmensführung ein. Die langjährige Partnerschaft mit dem Bayernwerk wurde fortgesetzt und intensiviert. Die Freitag Gruppe übernimmt bis heute zahlreiche Großprojekte für das Unternehmen und spielt eine Schlüsselrolle bei der Umsetzung und Modernisierung von Infrastrukturen für das Bayernwerk. Parallel dazu baute das Unternehmen seine Aktivitäten im Bereich der erneuerbaren Energien und digitalen Netztechnologien aus. Die dritte Generation leitet seither das Unternehmen mit einem Fokus auf Nachhaltigkeit und internationale Expansion, während die vierte Generation bereits darauf vorbereitet wird, die Familientradition fortzuführen.

## Unternehmensstruktur und Standorte
Die Freitag Gruppe ist als Firmengruppe mit zahlreichen Tochtergesellschaften und Beteiligungen strukturiert, um die Anforderungen der Elektro- und Energiedienstleistungsbranche umfassend abzudecken. Der Hauptsitz befindet sich in Parsberg, Bayern, und weitere Niederlassungen sind strategisch in Deutschland verteilt. Die wichtigsten Tochtergesellschaften und Standorte umfassen:
- Domus Hochbau KG (Parsberg) – spezialisiert auf Hochbauprojekte und Bauträgerleistungen.[2]
- WEA GmbH (Sebnitz und Erfurt) – verantwortlich für Netzbau und Telekommunikationsinfrastruktur.[3][4]
- Enaco GmbH (Maisach) – unter anderem tätig im Bereich der Schaltanlagen und Trafostationen.[5][6]
- Aviso Netzbau GmbH & Co. KG (Ludwigshafen) – fokussiert auf Netzbau und Telekommunikation im südwestlichen Deutschland.[7]
- BEN GmbH & Co. KG (Gachenbach) – mit Schwerpunkt auf Netz- und Leitungsbau.
- Dipl. Ing. Ludwig Freitag GmbH (Zwenkau) – spezialisiert auf komplexe Infrastrukturprojekte.[8]
- EBT GmbH, EGT Services GmbH und ELA GmbH (alle Erfurt) – verschiedene Spezialbereiche des Netzbaus und der Infrastrukturentwicklung.[9]
- Elektro Freitag GmbH & Co. KG (Parsberg/Regensburg/Ingolstadt) –  ursprüngliche Unternehmenseinheit für Elektroinstallationen und Netzbau.[10][11]
- Energiemontagen Süd GmbH & Co. KG (Memmingen) – Schwerpunkt auf Energieinfrastruktur und Netzbau im süddeutschen Raum.[12]
- Fränkische Baugesellschaft GmbH (Bayreuth) – Hoch- und Tiefbauprojekte.[13]
- Freitag Montagegesellschaft GmbH & Co. KG (Traunreut) – spezialisiert auf Montage- und Installationsdienstleistungen.[14]
- HT Holzen Tiefbau GmbH & Co. KG (Erfurt) – spezialisiert auf Tiefbauprojekte im Infrastrukturbereich.
- Kissler Services GmbH und Reinhard Kissler GmbH & Co. KG (Ludwigshafen) – bietet Services im Bereich Energiemontage und Leitungstechnik an.[15]
- SETO S.R.O (Dacice, Tschechien) – fokussiert auf Installationen und Infrastrukturlösungen in Osteuropa.
- Bayerische Mobilfunk GmbH – konzentriert auf Mobilfunktechnologien und -infrastruktur.
- HDD Herold – spezialisiert auf Horizontalbohrtechnik und unterirdische Verlegeverfahren.[16]

Diese strukturierte Ausrichtung erlaubt der Freitag Gruppe, sowohl regionale Anforderungen als auch nationale und internationale Großprojekte abzudecken und in verschiedenen Spezialgebieten der Energie- und Elektrotechnik tätig zu sein.

## Kernkompetenzen und Tätigkeitsfelder
Die Freitag Gruppe bietet ein breites Spektrum an Dienstleistungen in den Bereichen Energieversorgung, Elektrotechnik und Infrastruktur. Die wichtigsten Kernkompetenzen und Tätigkeitsfelder umfassen:
- Netz- und Leitungsbau: Die Freitag Gruppe plant und errichtet Strom- und Telekommunikationsnetze, einschließlich Tiefbau und Verkabelung. Das Unternehmen ist auf Freileitungen, Hochspannungs- und Mittelspannungsleitungen sowie die unterirdische Verlegung von Leitungen spezialisiert. Zu den Auftraggebern zählen große Energieversorger,     kommunale Unternehmen und Industriekunden.
- Erneuerbare Energien: Ein zentraler Schwerpunkt der Freitag Gruppe liegt auf der Installation und Wartung von Photovoltaikanlagen und Blockheizkraftwerken. Seit den 2000er Jahren ist das Unternehmen aktiv an der Umsetzung der Energiewende beteiligt und hat Solarparks im In- und Ausland errichtet.
- Glasfaser- und Kommunikationstechnik: Als Partner für den Ausbau der Telekommunikationsinfrastruktur übernimmt die Freitag Gruppe die Planung und Verlegung von Glasfasernetzen und sorgt damit für eine zukunftssichere  Anbindung im Bereich Breitband und Datenkommunikation. Das Unternehmen ist ein wichtiger Partner für Telekommunikationsanbieter und regionale  Netzbetreiber.
- Schaltanlagenbau und Trafostationen: Die Planung, Errichtung und Wartung von Schaltanlagen und Trafostationen gehören zu den Spezialgebieten des Unternehmens. Diese Anlagen sind essenziell für die Verteilung und Regelung von Energie in öffentlichen und industriellen Netzen. Die Freitag Gruppe arbeitet hier eng mit Stadtwerken und Industriekunden zusammen.
- Elektroinstallation und Gebäudetechnik: Neben großen Infrastrukturprojekten bietet die Freitag Gruppe Elektroinstallationen für öffentliche Gebäude, Gewerbeimmobilien und Wohnhäuser an. Auch militärische Einrichtungen wie die US-Army zählen zu den Kunden. Das Unternehmen deckt dabei sowohl die Grundinstallation als auch die Wartung und den technischen Support ab.
- Tiefbau und Horizontalbohrtechnik: Im Bereich des Tiefbaus bietet die Gruppe umfassende Leistungen zur Unterstützung von Netz- und Leitungsbauprojekten. Mit speziellen Verfahren der Horizontalbohrtechnik wird eine unterirdische Verlegung von Leitungen ermöglicht, ohne     Oberflächenbereiche zu beeinträchtigen.
- IT- und Mobilfunktechnologien: Die Freitag Gruppe erweitert ihr Portfolio durch Projekte im Bereich Mobilfunktechnologien und Telekommunikationsinfrastruktur, insbesondere für digitale Anwendungen und die Breitbandanbindung. Dadurch kann das Unternehmen sowohl     Mobilfunkprojekte als auch Breitbandnetze für digitale Anwendungen umsetzen.

## Bedeutende Projekte
Im Laufe ihrer 100-jährigen Geschichte hat die Freitag Gruppe zahlreiche Großprojekte im Bereich der Energieversorgung, Telekommunikation und Infrastruktur realisiert. Die wichtigsten Projekte umfassen:
- Photovoltaikanlagen und Solarparks: Seit den 2000er Jahren ist die Freitag Gruppe im Bereich der erneuerbaren Energien tätig und hat mehrere Photovoltaikanlagen und Solarparks errichtet. Besonders bedeutend waren die Solarparks in England und Tschechien, die das Unternehmen als Generalunternehmer installierte und die bis heute einen wichtigen Beitrag zur nachhaltigen Energieversorgung leisten.
- 10-kV-Kabelbau für die Deutsche Bahn: Für die Deutsche Bahn führte die Freitag Gruppe umfangreiche Kabelbauprojekte durch, darunter die Verlegung von über 30 Kilometern 10-kV-Kabel. Dieses Projekt gilt als eines der größten Kabelbauprojekte in der Geschichte des Unternehmens und stärkte die Partnerschaft mit der Deutschen Bahn, die weiterhin zu den Stammkunden gehört.
- US-Militärstandorte Hohenfels und Grafenwöhr: Die Freitag Gruppe führte für die US-Army zahlreiche Elektroinstallationen in den Militärstandorten Hohenfels und Grafenwöhr durch. Diese Projekte umfassten die     Modernisierung und Wartung der Strom- und Kommunikationsinfrastruktur und  stellten hohe Anforderungen an Sicherheit und Zuverlässigkeit.
- Instandsetzung nach der Schnee- und Eisregenkatastrophe (1979):  Eine der historisch herausragenden Einsätze der Freitag Gruppe war die Unterstützung bei der Wiederherstellung der Stromversorgung nach der schweren Schnee- und Eisregenkatastrophe in Bayern. Über einen Zeitraum von vier Wochen arbeiteten mehrere Montageteams daran, die Stromversorgung  in der Region Passau wiederherzustellen und eine provisorische Lösung für die betroffenen Haushalte zu schaffen.
- 50,2-Hertz-Projekt: Die sogenannte 50,2-Hertz-Problematik im deutschen Stromnetz stellte die Energiewirtschaft vor die Herausforderung, Frequenzschwankungen zu vermeiden, die bei der Einspeisung von Strom aus erneuerbaren Quellen auftreten können. Die Freitag Gruppe war an der Umsetzung von Maßnahmen beteiligt, die diese Schwankungen regulieren und das Netz stabilisieren. Dieses Projekt trug zur Weiterentwicklung der Netzintegration erneuerbarer Energien bei.
- Netzausbau in den neuen Bundesländern: Nach der Wiedervereinigung Deutschlands engagierte sich die Freitag Gruppe intensiv im Netzausbau in den neuen Bundesländern. Hierzu gehörten Projekte in Erfurt, Sebnitz und Zwenkau, die das Unternehmen in Partnerschaft mit lokalen Fachkräften durchführte. Die Investitionen in Ostdeutschland stellten eine wichtige Erweiterung des Unternehmens dar und schufen zahlreiche Arbeitsplätze in der Region.

## Unternehmenskultur und Mitarbeiterförderung
Die Freitag Gruppe versteht sich als traditionsreiches Familienunternehmen, das mittlerweile in der dritten Generation geführt wird und sich bereits auf die Übergabe an die vierte Generation vorbereitet. Die familiäre Unternehmensführung hat dazu beigetragen, dass sich eine starke und wertschätzende Unternehmenskultur entwickeln konnte, die auf Vertrauen, Respekt und langfristige Beziehungen setzt.
Ein wichtiger Bestandteil der Unternehmenskultur ist die Förderung der Mitarbeiter. Die Freitag Gruppe legt großen Wert auf die Aus- und Weiterbildung ihrer Belegschaft und investiert regelmäßig in Schulungen und Qualifikationen. Neben klassischen Ausbildungsberufen in den Bereichen Elektrotechnik und Tiefbau bietet das Unternehmen auch Möglichkeiten zur beruflichen Weiterentwicklung und zur Übernahme von Führungsaufgaben.
Langjährige Mitarbeit und Treue zum Unternehmen werden bei der Freitag Gruppe besonders geschätzt. Viele Angestellte sind bereits seit mehreren Jahrzehnten Teil des Teams, und die enge Zusammenarbeit zwischen den Generationen prägt die Arbeitsweise. Ehemalige Lehrlinge übernehmen heute leitende Positionen und geben ihr Wissen an jüngere Generationen weiter. Diese Kontinuität und das gegenseitige Vertrauen tragen dazu bei, dass die Freitag Gruppe zu den geschätzten Arbeitgebern in der Region zählt.
Zudem engagiert sich das Unternehmen für das Wohl seiner Mitarbeiter und bietet eine familienfreundliche Arbeitsumgebung mit flexiblen Arbeitszeiten und unterstützenden Angeboten. Die Freitag Gruppe sieht sich nicht nur als Dienstleister für ihre Kunden, sondern auch als Verantwortungsträger gegenüber ihren Mitarbeitenden und der Region. Diese Philosophie wird in allen Bereichen des Unternehmens gelebt und ist Teil der Mission, den Generationenwechsel erfolgreich zu gestalten und gleichzeitig den familiären Charakter zu bewahren.